# 윌리엄 크리스토퍼

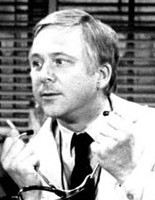

윌리엄 크리스토퍼(William Christopher, 1932년 10월 20일 ~ 2016년 12월 31일)는 미국의 배우이다.
에번스턴에서 태어났으며 패서디나에서 사망하였다. 사인은 암이다.

## 출연 작품
- 헤븐 센트 (1994년)
- 메모리즈 오브 M*A*S*H (1991, Memories of M*A*S*H) - 본인 / 파더 프랜시스 멀캐히 역
- 하츠 오브 더 웨스트 (1975년)
- 위드 식스 유 겟 애그롤 (1968년)
- 폴라인의 모험 (1967년)
- 포춘 쿠키 (1966년)
- 호간의 영웅들 (1965년)

### 텔레비전
- 매시 (1972-83)
- 사랑의 유람선 (1981-84)